# Muráti Lili
Muráti Lili (született Muráti Teodóra Aurélia; Nagyvárad, 1911. július 22. – Madrid, 2003. április 17.) magyar színésznő és írónő.
Legismertebb szerepeit a Doktor Zsivágó, az Elnökkisasszony, A csúnya lány és az Ez történt Budapesten című filmeknek köszönhette – összesen 18 magyar és számos spanyol filmben játszott.
Az 1930-as és '40-es években valósággal bálványozták Magyarországon. Hazai karrierje a második világháború végén akkor tört meg, amikor koholt vádakkal nyilasnak bélyegezték, ami után nagy nehézségek árán férjével Spanyolországba menekült.
Sejtelmes hangjával, elbűvölő kisugárzásával, gyönyörű külsejével, intelligenciájával és tehetségével elvarázsolta a magyar és külföldi közönséget is.
A kor egyik legszebb, legizgalmasabb és legmodernebb színésznőjének tartották, mivel egyénisége eltért a szokványos szende szépségektől. Jó jellemábrázoló képességgel öntudatos, a férfiakkal egyenrangú, okos, határozott, kissé kacér és erotikát sugárzó nőket játszott a filmvásznon, akik minden helyzetben feltalálják magukat és mindent önállóan megoldanak.

## Élete és pályája

### Titokzatos születése
Muráti Frigyes (1899-ig Murz) ezredes és Széll Auguszta (Jusztina) leányaként jött a világra. Előszeretettel titkolta valódi korát, mivel születési anyakönyve a háborúban állítólag megsemmisült, később megtehette azt, hogy letagad néhány évet az életkorából. Maga azt vallotta, hogy 1914-ben született, de mivel pályatársa Mezey Mária – aki 1909-ben született – elemiben együtt járt vele Szegeden, öt év korkülönbség semmiképp sem lehetett közöttük. A Magyar hangosfilm lexikon szerint 1912-ben született, de valós, 1911-es születési dátumát csak a Spanyolországban kiállított halotti anyakönyvi bizonyítványa „leplezte le”.

### Színésziskolai évek
Rákosi Szidi színésziskolájában tanult, mielőtt Bárdos Artúr felfedezte.
Végzős vizsgaelőadásán, 1931. március 22-én Octave Feuillet: Egy szegény ifjú című darabjában Margitot, a női főszerepet játszotta, aki színes beszédével és ízes kiejtésével nagy sikert aratott. Nem meglepő, hogy a csaknem 20 éves színésznő azonnal szerződést kapott. Már akkor megjelent a korszak híres színházi hetilapjában, a Színházi Életben, de filmes karrierje beindulása tette őt követendő ikonná.

### Magyarországi sikerek
1932-ben a Művész Színházban, 1932–34 között a Belvárosi Színházban, 1934-ben a Magyar Színházban, 1934–41 között párhuzamosan a Vígszínházban és a Pesti Színházban, 1943–44-ben az Andrássy úti Színházban (Paulay Ede utca 35.) szerepelt.

Sejtelmes, mély hangjával, ízes kiejtésével, egyedi humorával és intelligenciájával elbűvölte a nézőket és az effajta temperamentumos színésznői karakterből ő volt lényegében az egyetlen a korabeli Magyarországon. Az 1930-as évek közepétől Muráti gyakran szerepel a hetilapok hasábjain is, mivel nemcsak a filmvásznon volt új típusú ideál, hanem a való életben is. Lányok ezreinek volt példaképe, az új típusú nő, aki karakán, makacs, ugyanakkor vonzó és nőies – elegáns, mégis sportos és fiatalos stílusát sokan utánozták is.
„Az új típus valóban sok tekintetben romantikus volt, de változatlanul fiús. A bakfisgarszon huszonéves változata: a sportlady. Sokat úszott, tornázott, teniszezett, sízett. A lába hosszú, nyúlánk, izmos, csípője keskeny, dereka karcsú, de ismét volt apró kerek, formás melle. Nagyon vékony.”
A művésznők közül – Karády Katalin színre lépése előtt – az egyik legfoglalkoztatottabb, legdivatosabb színésznőnek számított. Követendő női példakép és követendő divathölgy volt.
Nagyon sokat sportolt, amit részben az új nőtípus megtestesítőjeként el is vártak tőle: a legkülönbözőbb sportágakat próbálta ki, vagy űzte rutinszerűen. 1933 őszétől hónapokon keresztül több színésznő kollégájával egyetemben rendszeresen kijárt a Margit-szigeti Fedett Uszodába trenírozni magát, s ez annyira jól sikerült, hogy társai közül ő ugrotta a legszebb fejest, de az úszás mellett nagy kedvence volt a tánc és a torna is.
Első filmjétől kezdve főszerepeket kapott, a modern, sportos, önálló nőtípus megtestesítője volt, ami jó jellemábrázoló képességgel társult. Élete tele volt titkokkal és érdekességekkel. Azon kevesek egyike volt, akik nemcsak „a világot jelentő deszkákon”, hanem a kulisszák mögött is tudták, hogyan kell állandóan a figyelem középpontjába kerülni, és ott is maradni.

### Rejtélyes magánélete
Muráti Lili magánéletét is ugyanilyen céltudatosság jellemezte. Vaszary János színigazgatóhoz csak azzal a feltétellel ment hozzá (1941. május 8-án), ha függetlensége megmarad. Férjével bár egy házban, mégis külön lakásban éltek, a színésznő szerint azért, hogy kapcsolatuk sokáig megmaradhasson. A házasságról azt tartotta, hogy jó a férfi a háznál, de csak addig, amíg mind a ketten jól érzik magukat egymás társaságában. Amikor megunják a közös időtöltést, mindenki menjen szépen haza.
Férje természetesen segítette és támogatta feleségét, hiszen a kifejezetten neki írt szerepekben és darabokban olyan karaktereket kapott, melyek a közönség kedvencévé tették őt. A színésznő úgy vélte, hogy bár ő is jól végezte dolgát, mégis férjének köszönhette karrierjét. A legnagyobb női és férfiszínészek oldalán láthatta a közönség, mind színházban, mind filmvásznon, többek között Jávor Pál partnereként.
Független nő volt, aki külön háztartást vitt, külön autóval járt, rengeteget dolgozott, így volt boldog. Ő az, akire ma azt mondanánk: modern nő. Nemcsak a férfiakat kápráztatta el, hanem a nők is követendő példának tekintették. Pályatársai közül szinte csak az ő személyisége és karaktere volt alkalmas arra, hogy élethűen alakítsa a tudatos, erős, de mégis kacér és szinte állandóan szerelmes nőt.
Humoros, sokszor rejtélyes nyilatkozataival, életéről szóló sejtelmes történeteivel folyamatosan fenntartotta az érdeklődést maga iránt. Írt verseket, elbeszéléseket, az egyik hetilapban társasági rovatot is vezetett, valamint a Petőfi Társaság irodalmi társaság tagjai sorába is választotta. A szerelem rejtélyeiről könyvet is írt, Szeretni kevesen tudnak címmel.

### A második világháború évei
Muráti Lili nem politizált, de nyíltan vállalta konzervatív nézeteit és tovább játszott az 1944-es német megszállás után is. Ez később okot adott rosszakaróinak, hogy hamisan nyilasszimpatizánsnak nyilvánítsák és hazájában ellehetetlenítsék életét.
Férjével 1944 karácsony estéjén menekültek el Budapestről a bombázások elől, majd egészen tavaszig bujkáltak, mivel az újságokból tudták meg, hogy mindkettőjüket nyilasnak bélyegezték, minthogy a házaspár igen gyakran vacsorázott együtt Endre László belügyi államtitkárral, akit később kivégeztek.
Muráti Lilit és férjét többször elfogta a szovjet politikai rendőrség (GPU), azonban a népbírósággal fenyegetőző hamis magyar vádakkal szemben az oroszok nemcsak szabadon elengedték, de még segítették is őket értékeik összegyűjtésében volt villájuk romjai közül.

Ezután hűvösvölgyi házakban próbáltak elrejtőzni, 1945 márciusában pedig a máriaremetei kolostorban kaptak menedéket. Később itt tartóztatta le őket Érdy Sándor, a fiatal, ambiciózus nyomozó. A „hőstettről” így tudósított a korabeli propagandasajtó:
„Elfogták a Hűvösvölgyben bujkáló Muráti Lilit és Vaszary Jánost. Balázs József, a rendőrség vezetője a Lugossy-Major főcsoportot bízta meg az ügy lefolytatásával. […] A rendőrség most felkutatja, hogy Murátiék hova dugták »A pénz nem boldogít« jelszóval szerzett vagyonukat, ebből mennyit fordítottak a nyilas-fasiszta uralom támogatására.”
A Bimbó út 7. szám alatti rendőrkapitányságról azonban a szovjet GPU ismét kihozta őket, de Budapest továbbra sem volt biztonságos hely számukra. Újabb kihallgatások és fogda várt rájuk.
Szabadon engedésük – kilenc hónapnyi bujkálás – után, 1946 nyarán három magyar repülőtiszt segítségével kijutottak Bécsbe. Mezítláb, végigkoldulva Ausztriát és a gyalogutat, Párizsban letelepedési engedélyre várva az „Ötödik hivatalban”, egy névtelen személy információira hivatkozva a francia hivatalnoknő őt kollaboránsnak nevezve, kérelmét összetépte.

### Spanyolországi újrakezdés
Spanyolországba érkezve, 1947-től Madridban telepedtek le, s pár hónap alatt megtanult spanyolul. Előbb a Madridi Rádió magyar adásában olvasott fel kommentárokat, majd rövidesen férjével saját társulatuk lett, s 1950–63 között velük járta a spanyol színpadokat: pl. 40 színdarabbal látogattak Mallorcára, súgó nélkül… 1966-ban Argentínában vendégszerepelt. Külföldön jellemszerepekben, de komikai szerepkörben is sikeres volt.
Férje halála után Spanyolországban Dóra Sándor galamblövészbajnok felesége lett.

### Elismerése és visszatérése
A kommunista Magyarországon még a nevét sem lehetett kiejteni évtizedekig, de természetesen a magyar közönség sosem felejtette el őt. Először 1979-ben látogatott haza Aczél György engedélyével.
A rendszerváltás után, 1993-ban – Szeleczky Zitával együtt – Göncz Árpádtól visszakapta magyar állampolgárságát, valamint kiemelkedő életművéért megkapta a Magyar Köztársasági Érdemrend középkeresztje állami kitüntetést.
Közel fél évszázad kihagyás után, 1994-ben a budapesti Karinthy Színház, A nagymama című darabjában tért vissza újra magyar színpadra.
Madridban halt meg 2003. április 17-én, élete kilencvenkettedik évében.

## Főbb szerepei
- Mariet (Zilahy Lajos: Tűzmadár)
- Irén (Bruckner: Halálos ifjúság)
- Lujza (Szomory Dezső: Bodnár Lujza)
- Cili (Molnár Ferenc: Csoda a hegyek között)
- Elisa (Shaw: Pygmalion)
- Liedenwall Edit (Jókai Mór–Hevesi: A kőszívű ember fiai)
- Mária (Vaszary János: Egy nap a világ)
- Barbara (Jacques Deval)
- Aurélie (Giraudoux: Chaillot bolondja)
- Nagymama (Neil Simon: A Nagymama soha)

## Filmjei
- A csúnya lány (1935)
- Elnökkisasszony (1935)
- Pogányok (1936)
- 120-as tempó (1937)
- Fizessen, nagysád! (1937)
- Álomsárkány (1939)
- Igen vagy nem? (1940)
- Végre (1941)
- Miért? (1941)

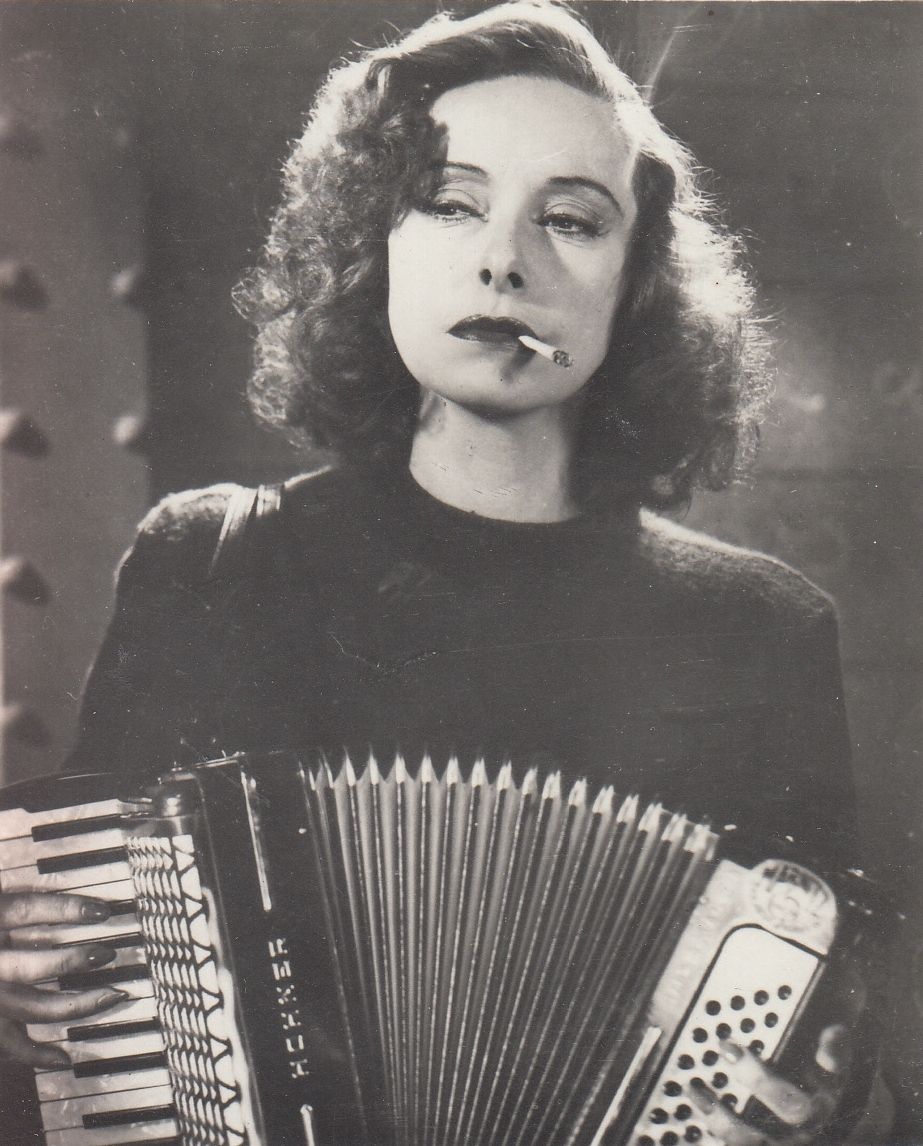
Az éjszaka lánya (1942) című filmben

- Mi történt ezen az éjszakán? (1941)
- Házasság (1942)
- Az éjszaka lánya (1942)
- A tökéletes család (1942)
- Kölcsönadott élet (1943)
- Megálmodtalak (1943)
- Egy nap a világ (1943)
- Késő (1943)
- Házassággal kezdődik (1943)
- Ez történt Budapesten (1944)
- Kikötő Tenerifában (1964, spanyol)
- Formentor homokpartja (1965, spanyol)
- Doktor Zsivágó (1965, angol)
- Carola nappal, Varola éjjel (1969, spanyol)
- Hogyan lehet hét nap alatt megházasodni? (1970, spanyol)
- Jézus üldözése (1974, spanyol)
- Az ezer öröm szigete (1978, német)
- A nemzeti múmia (1981, spanyol)
- Nyár Benidormban (1982, spanyol)
- Tél Marbellában (1983, spanyol)
- A Jávor (1987)
- Mint csúnya lány nagyon helyes voltam (1994)

## Díjai
- A Magyar Köztársasági Érdemrend középkeresztje (1993)
- Arany Pillangó-díj (1996)[2]

## Könyve
- Szeretni kevesen tudnak. Regény; Vajna-Bokor, Budapest, 1941
- No todos saben amar (Szeretni kevesen tudnak); spanyolra ford. Loly R. de Feigler; Caralt, Barcelona, 1953 (Las novelas del corazón)
- Szeretni kevesen tudnak; Szabad Tér, Budapest, 2007 (Szabad Tér könyvek)

## Portréfilmek
- Muráti Lili (1990)
- XXI. század – Muráti Lili titkai (2010)
- Promenád – Muráti Lili (2021)